# Atractodes productus
Atractodes productus är en stekelart som först beskrevs av Carl Gustav Alexander Brischke 1880.  Atractodes productus ingår i släktet Atractodes och familjen brokparasitsteklar. Inga underarter finns listade.